# Муна (беломорски басен)
Муна (рус. Муна) река је која протиче јужним делом Кољског полуострва на подручју Мурманске области Русије. Протиче преко територија Кировског ГО Терског рејона и већим делом свог тока представља границу између ове две административне целине. Притока је језера Канозеро преко ког је повезана са басеном реке Умбе и акваторијом Белог мора.
Свој ток започиње као отока језера Мунозеро на надморској висини од 137 метара, тече у смеру југозапада и улива се у Канозеро након 40 km тока. Површина сливног подручја је око 988 km². Протиче преко подручја обраслог густим шумама, њене обале су доста ниске и углавном јако замочварене, а у кориту се налазе бројни брзаци.
На реци се не налазе насељена места.